# Лютеция (отель)
Отель Лютеция (Hôtel Lutetia, стилизовано как Lvtetia) — парижский пятизвёздочный отель, расположенный в VI округе, по адресу бульвар Распай, 45. Открылся в 1910 году, находится под управлением израильской гостиничной сети The Set Collection, имеет статус «дворца» (palace). Благодаря своей архитектуре получил неофициальное прозвище «знаменитый парижский лайнер».

## География
Hôtel Lutetia расположен в доме № 45 на бульваре Распай, на пересечении с улицей Севр, площадью Ле Корбюзье и площадью Альфонса Девиля, в квартале Нотр-Дам-де-Шан. Фактически занимает строения № 43—51 по бульвару Распай и № 23 по улице Севр.
В шаговой доступности от гостиницы расположены Высшая школа социальных наук, католическая церковь Святого Игнатия, сквер Бусико, универмаг Le Bon Marché, Фонд группы EDF, Люксембургский сад, Люксембургский дворец и церковь Сен-Сюльпис.

## История

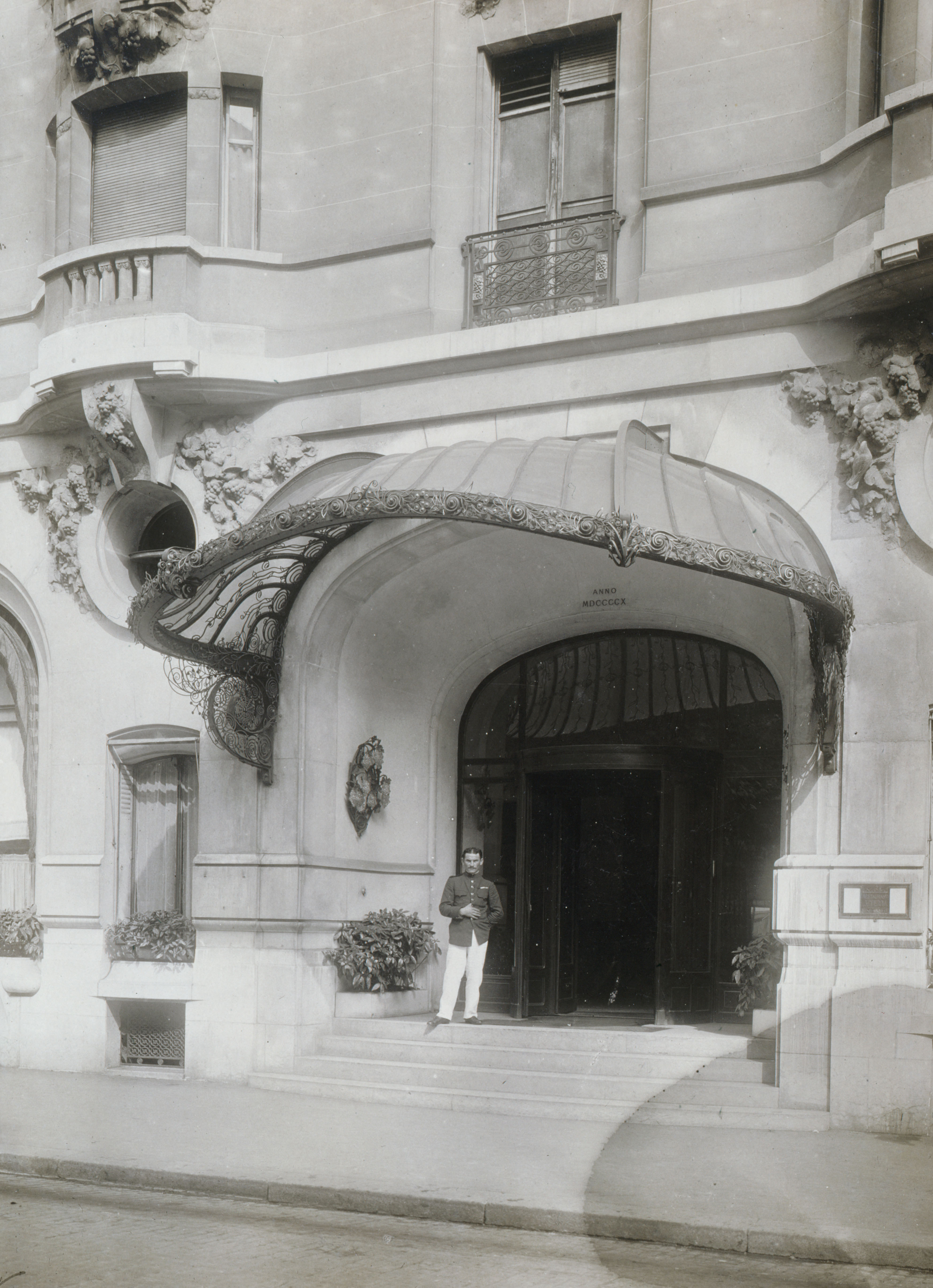
Вход в отель с бульвара Распай. 1917 год

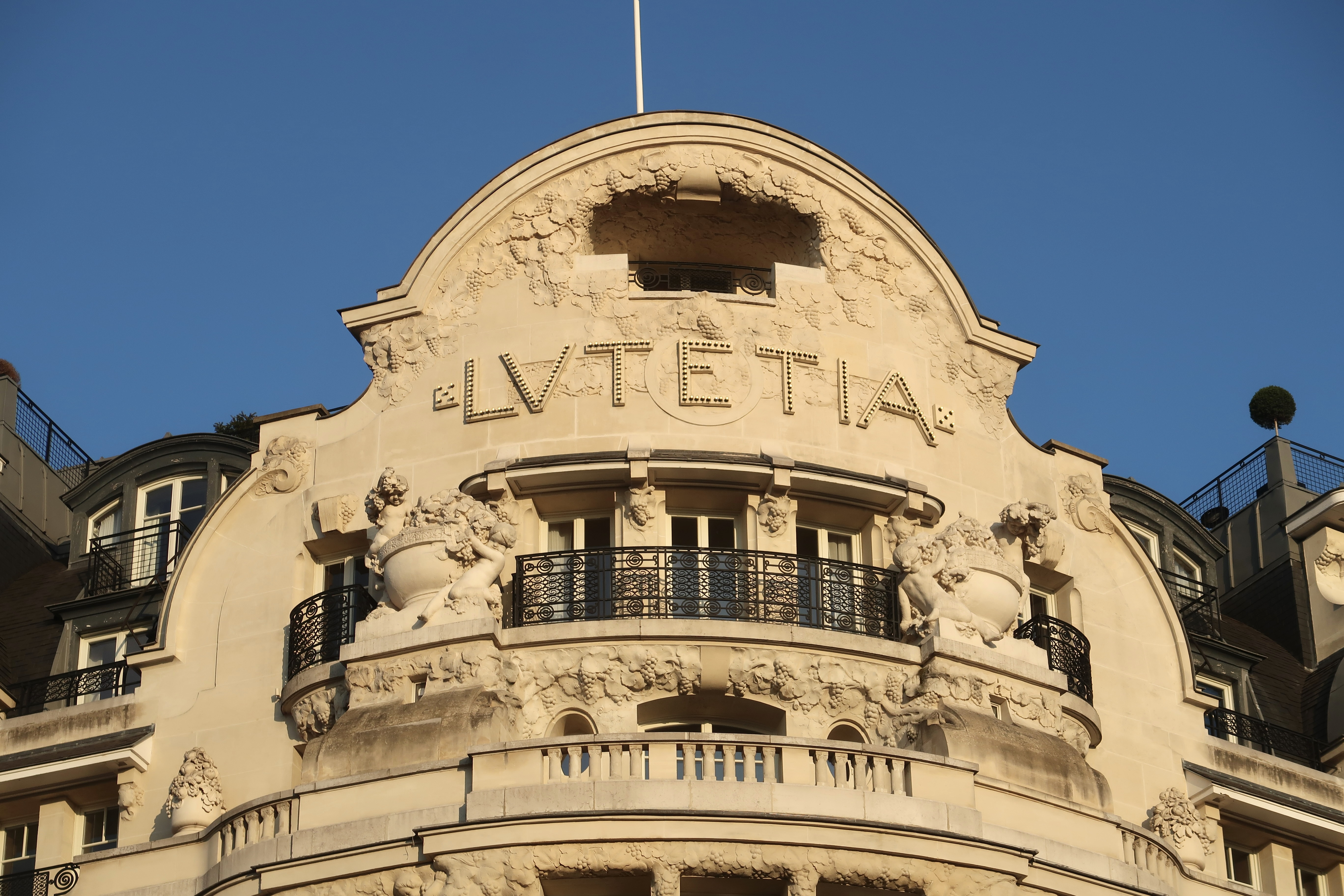
Фронтон отеля

Идея роскошной гостиницы, в которой бы селились состоятельные провинциальные и зарубежные клиенты универмага Au Bon Marché, принадлежала владелице магазина Маргерит Бусико. Уже после её смерти проект разработали и осуществили архитекторы Луи-Ипполит Буало и Анри Тозен. Строительство здания велось с 1907 года, отель в стиле ар-нуво открылся в сентябре 1910 года. Hôtel Lutetia был назван в честь Лютеции — древнего кельтского поселения, существовавшего на месте современного Парижа; парижский девиз «Его качает, но он не тонет» и герб города были включены в декор здания. Гостиница имела бар в стиле ар-деко и помещения, оформленные фресками Адриана Карбовски. В 1912 году Буало завершил пристройку с дополнительными номерами, а скульптор Леон Бине оформил фасады рельефами в виде виноградной лозы. Большая часть оригинальных интерьеров первой четверти XX века, включая настенные росписи, не дошла до наших дней.
Близость Hôtel Lutetia к Национальному собранию и Сенату сделали отель популярным среди провинциальных депутатов и колониальных чиновников, прибывавших в Париж. В межвоенный период, благодаря соседству с богемными районами Сен-Жермен-де-Пре и Монпарнас, отель стал местом встреч писателей, критиков, художников и музыкантов. Ирландский писатель Джеймс Джойс написал часть своего модернистского романа «Улисс» в одном из номеров Hôtel Lutetia. В 1927 году центральный двор отеля был окончательно закрыт ещё одной пристройкой (нынешний Президентский салон), что позволило расширить брассери. В 1935 году по соседству с отелем был построен бассейн Лютеция, накрытый стеклянной крышей и украшенный тераццо и разноцветной мозаикой Emaux de Briare.
В конце 1930-х годов Hôtel Lutetia был местом встреч антифашистских немецких эмигрантов, в том числе Генриха Манна и Вилли Брандта. Во время оккупации Парижа фашисты заняли Hôtel Lutetia, превратив его в штаб Абвера. Сюда же переехал и руководитель Тайной полевой полиции, которого часто навещали коллаборационисты из числа сотрудников Французского гестапо. Работники гостиницы выкопали в подвале тайник, спрятав там дорогие коллекционные вина, чтобы они не попали в руки немцев. В 1944 году по инициативе Сабины Златин отель стал базой, в которой принимали бывших военнопленных и депортированных евреев, вернувшихся из концлагерей.

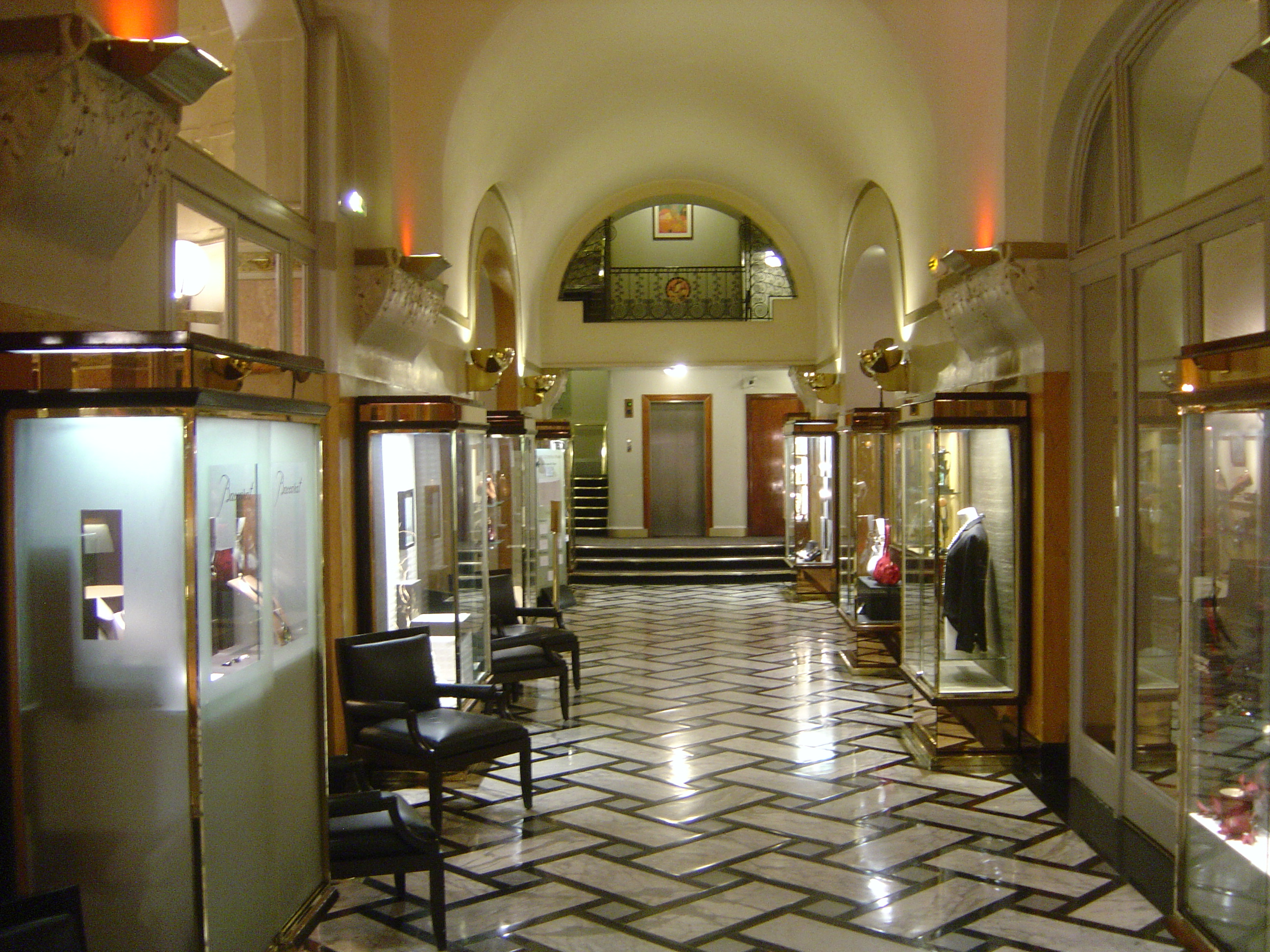
Коридор с экспонатами из истории отеля

С 1955 года отелем владели Пьер-Шарль Теттенже и его сын Жан Теттенже, которые капитально отремонтировали здание. В 1970-х годах бассейн «Лютеция» закрылся для публики и был переоборудован под офис модного бренда Dorothée Bis, а интерьер брассери отеля оформила Соня Рикель. В 2005 году семья Теттенже продала Hôtel Lutetia американской инвестиционной компании Starwood Capital Group.
В августе 2010 года Hôtel Lutetia за 145 млн евро перешёл от принадлежавшей американцам сети Louvre Hotels Group в собственность израильской Alrov Group, которой управляет бизнесмен Альфред Акиров. В ноябре 2010 года на месте бывшего бассейна «Лютеция» открылся большой магазин бренда Hermès. В апреле 2014 года отель закрылся на реконструкцию; в мае 2014 года руководство отеля распродало через аукционный дом Pierre Bergé & Associés около 3 тыс. предметов интерьера, в том числе мебель, картины, вазы, бокалы, фарфоровую посуду, вино и духи. Реконструкцией отеля руководил архитектор Жан-Мишель Вильмотт, она обошлась в 200 млн евро; отель вновь открыл свои двери в июле 2018 года. В октябре 2019 года Hôtel Lutetia получил статус «дворца».

### Известные постояльцы
В разное время клиентами отеля были Джеймс Джойс, Антуан де Сент-Экзюпери, Консуэло де Сент-Экзюпери, Андре Жид, Анри Матисс, Роже Мартен дю Гар, Дон Пауэлл, Александра Давид-Неель, Шарль де Голль, Ивонна де Голль, Пабло Пикассо, Жозефина Бейкер, Андре Мальро, Пегги Гуггенхайм, Альбер Коэн, Колюш, Сэмюэл Беккет, Франсуаза Саган, Арман, Пьер Берже, Эллиотт Эрвитт, Ришар Боренже, Бернар Лавилье, Дэвид Линч, Катрин Денёв, Жерар Депардьё, Изабель Юппер и Фредерик Бегбедер.

## Структура

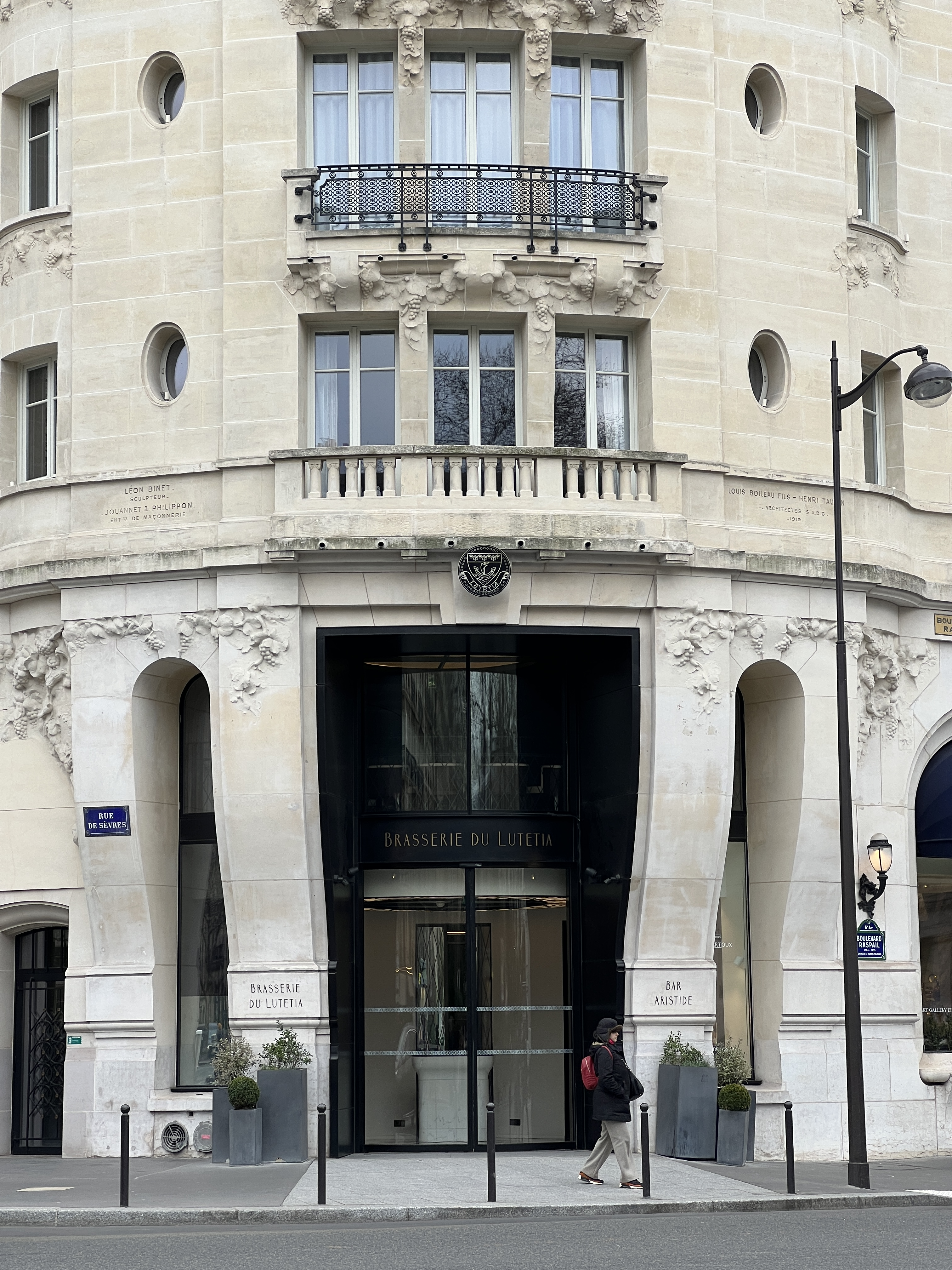
Вход в брассери и бар

С октября 2007 года под охраной государства находятся все фасады отеля, выходящие как на улицу, так и во внутренний двор; вход с характерным волнистым козырьком; крыши; зал приёмов; зал рецепции; галерея; салон Боргезе с фресками (бывшая столовая); салон Сен-Жермен (бывший зимний сад); Президентский салон (бывший зал для вечеринок) с хрустальными люстрами Lalique; ротонда Президентского салона; витражи Луи Барийе на верхних этажах; три лестницы с лестничной клеткой; входной вестибюль пристройки 1912 года.
Весь фасад отеля украшен гроздьями винограда, которые символизируют времена, когда римляне выращивали в Лютеции виноград. Среди других отличительных черт его декора — кованные решётки балконов, мотивы виноградной лозы на потолках, витражи вдоль лестниц, мебель 1930-х годов, картины и другие произведения искусств в люксовых номерах. В отеле имеется 184 номера, включая 47 люксов, брассери, ресторан, два бара, семь залов для приёмов и конференций, спа-салон, фитнес-зал, парикмахерская и магазин подарков.
Кухней Brasserie Lutetia и Saint-Germain заведует шеф-повар Жеральд Пасседа. В ресторане сохранился декор, разработанный Соней Рикель. Бар Joséphine назван в честь Жозефины Бейкер, а бар Aristide — в честь Аристида Бусико. Каждые выходные в баре Joséphine проводятся джазовые вечера и работает пиано-бар, а салон Saint-Germain предлагает чаепития. Также в отеле проходят «Литературные субботы» для взрослых и детей. В курительной комнате бара установлен сигарный шкаф в форме женщины работы Филиппа Икили. В библиотеке имеется 1600 книг. 47 люксов, включая пентхаусы «Coppola» и «Eiffel», оформлены в стиле ар-деко.

## В культуре
В Hôtel Lutetia происходили съёмки следующих фильмов и сериалов: «Парижские связи» (2010) режиссёра Харли Коклисса, «Прощай, блондинка» (2012) режиссёра Виржини Депант и «Божьи капли» (2023) режиссёра Одеда Рускина.
В 2003 году Эдди Митчелл выпустил песню Au bar du Lutetia, посвящённую Сержу Генсбуру. В 2005 году Пьер Ассулин издал роман Lutetia, посвящённый персонам, которые проживали в отеле с 1938 по 1945 год. Также отель упоминается во 2 сезоне телесериала «В поле зрения» (2012) и романе Пьера Леметра «До свидания там, наверху» (2013).